# Гамла Упсала
Гамла Упсала (на шведски: Gamla Uppsala) – е била един от най-големите култови и политически центрове в Скандинавия в епохата на викингите. Днес тя е село на 7 км северно от град Упсала в Швеция и през 2016 г. е наброявала 17973 жители. Старото селище е било преместено на сегашното си място през 1274 г., а дотогава тук се е намирало старото пристанище наричано някога Йостра Арос (Östra Aros).
Гамла Упсала е била център на историческия регион Свеаланд и по-конкретно на провинция Упланд, както и резиденция на конунгите от династията Инглинги, започвайки от III—IV в. В Средновековието е била голямо селище и средоточие на административната и фискална власт на конунгите.
По традиция в края на февруари и началото на март в Гамла Упсала се е провеждал Тингът – общонародно събрание, на което според закона конунгът свиквал събирането на лейданга (флота и бреговата охрана) и се определяли неговите командири. Тингът е съвпадал по време с езическия празник Дисаблот и ежегодния панаир Дисатинг в чест на женските божества диси и на възраждането на природата.

## Курганите на Гамла Упсала
От съхранените до наши дни останки от езическите времена най-забележителни са трите огромни кургана (погребални могили), в които според преданието са били положени конунгите от V—VI в. През XIX в. обаче се ширело мнението, че тези могили са с естествен произход и за да се изясни този въпрос, крал Карл XV разпоредил да се извършат археологически разкопки. Работата на изследователите доказала, че това са погребални могили. От тях били изровени мечове с инкрустирани скъпоценности, шлем с изумителна форма, аналог на който е открит в некропола в Сътън Ху, Източна Англия, шахматни дъски от Средиземноморието изработени от слонова кост.

## Езическо капище
Гамла Упсала е имала важно култово значение. Тук се е намирало огромно капище, последният разцвет на което е бил около 1070—1080 г. Един от съвременниците, хронистът Адам фон Бремен, го описва като „златен храм“, в който били поставени великолепно изработени дървени статуи на Асите - боговете Один, Тор, Фрейр. Според традицията след като се направело жертвоприношение, деветте тела на създания от мъжки пол (кучета, коне, но в някои случаи и хора) били провесвани едно до друго на близките дървета и тази гледка, свидетелства хронистът, представлявала зловещо зрелище.
Прекратяването на жертвоприношенията и разрушаването на капището се приписва на първия християнски крал на Швеция – Олаф Шьотконунг (995-1022), но в действителност по всяка вероятност храмът е бил използван чак до 1087 г. т.е. и по време на управлението на последния езически крал Блот-Свен.

## Християнски център
За да се изкорени окончателно езическата традиция, римският папа нарежда Гамла Упсала да се превърне в силен християнски център. Затова през 1164 г. тук е учредено първото епископско седалище на Швеция с ръкополагането на първия архиепископ.
През 1240 г. издигнатата в Упсала катедрала изгоряла и през 1287 г. започнало строителството на новата, което продължило около 150 години и било завършено чак през 1435 г. През XVIII и XIX в. катедралата търпи нови реконструкции, а в днешния си вид е една от националните светини на Швеция.